# Sant Gervasi (Droma)
Saint-Gervais-sur-Roubion és un municipi francès situat al departament de la Droma i a la regió d'Alvèrnia-Roine-Alps. L'any 2007 tenia 771 habitants.

## Demografia

### Població
El 2007 la població de fet de Saint-Gervais-sur-Roubion era de 771 persones. Hi havia 304 famílies de les quals 80 eren unipersonals (28 homes vivint sols i 52 dones vivint soles), 108 parelles sense fills, 88 parelles amb fills i 28 famílies monoparentals amb fills.
La població ha evolucionat segons el següent gràfic:
Habitants censats

### Habitatges
El 2007 hi havia 391 habitatges, 315 eren l'habitatge principal de la família, 45 eren segones residències i 31 estaven desocupats. 331 eren cases i 56 eren apartaments. Dels 315 habitatges principals, 230 estaven ocupats pels seus propietaris, 77 estaven llogats i ocupats pels llogaters i 8 estaven cedits a títol gratuït; 5 tenien una cambra, 17 en tenien dues, 48 en tenien tres, 93 en tenien quatre i 152 en tenien cinc o més. 216 habitatges disposaven pel capbaix d'una plaça de pàrquing. A 132 habitatges hi havia un automòbil i a 164 n'hi havia dos o més.

### Piràmide de població
La piràmide de població per edats i sexe el 2009 era:
| Homes | Edats   | Dones |
| ----- | ------- | ----- |
| 0     | 95 o +  | 0     |
| 8     | 90 a 94 | 8     |
| 8     | 85 a 89 | 8     |
| 4     | 80 a 84 | 4     |
| 20    | 75 a 79 | 0     |
| 16    | 70 a 74 | 8     |
| 20    | 65 a 69 | 20    |
| 20    | 60 a 64 | 8     |
| 20    | 55 a 59 | 20    |
| 40    | 50 a 54 | 36    |
| 16    | 45 a 49 | 24    |
| 20    | 40 a 44 | 32    |
| 24    | 35 a 39 | 16    |
| 20    | 30 a 34 | 40    |
| 32    | 25 a 29 | 16    |
| 20    | 20 a 24 | 8     |
| 12    | 15 a 19 | 24    |
| 20    | 10 a 14 | 12    |
| 32    | 5 a 9   | 20    |
| 16    | 0 a 4   | 36    |

## Economia
El 2007 la població en edat de treballar era de 484 persones, 371 eren actives i 113 eren inactives. De les 371 persones actives 329 estaven ocupades (182 homes i 147 dones) i 42 estaven aturades (13 homes i 29 dones). De les 113 persones inactives 46 estaven jubilades, 35 estaven estudiant i 32 estaven classificades com a «altres inactius».

### Ingressos
El 2009 a Saint-Gervais-sur-Roubion hi havia 314 unitats fiscals que integraven 766,5 persones, la mediana anual d'ingressos fiscals per persona era de 16.684 €.

### Activitats econòmiques
Dels 36 establiments que hi havia el 2007, 1 era d'una empresa alimentària, 1 d'una empresa de fabricació d'altres productes industrials, 8 d'empreses de construcció, 10 d'empreses de comerç i reparació d'automòbils, 2 d'empreses de transport, 2 d'empreses d'hostatgeria i restauració, 1 d'una empresa d'informació i comunicació, 1 d'una empresa immobiliària, 2 d'empreses de serveis, 4 d'entitats de l'administració pública i 4 d'empreses classificades com a «altres activitats de serveis».
Dels 7 establiments de servei als particulars que hi havia el 2009, 1 era un taller de reparació d'automòbils i de material agrícola, 2 paletes, 1 guixaire pintor, 1 fusteria, 1 perruqueria i 1 agència immobiliària.
L'únic establiment comercial que hi havia el 2009 era una perfumeria.
L'any 2000 a Saint-Gervais-sur-Roubion hi havia 31 explotacions agrícoles que ocupaven un total de 850 hectàrees.

## Equipaments sanitaris i escolars
El 2009 hi havia una escola elemental integrada dins d'un grup escolar amb les comunes properes formant una escola dispersa.

## Poblacions més properes
El següent diagrama mostra les poblacions més properes.